# POP TV
POP TV este o televiziune generalistă din Slovenia. 